# Canada aux Jeux olympiques d'été de 1996
Le Canada participe aux Jeux olympiques d'été de 1996 à Atlanta. Les athlètes canadiens ont participé à tous les Jeux olympiques d'été depuis 1900, excepté lors du boycott de 1980.

## Médailles

### Médailles d'or
| Sport              | Discipline              | Sportifs                                                                       | Performance |
| Médailles d'or : 3 |                         |                                                                                |             |
| Athlétisme         | 100 mètres masculin     | Donovan Bailey                                                                 |             |
| Athlétisme         | 4x100 mètres masculin   | Robert Esmie, Glenroy Gilbert, Bruny Surin, Donovan Bailey et Carlton Chambers |             |
| Aviron             | Deux de couple - Femmes | Kathleen Heddle Marnie McBean                                                  |             |

## Cyclisme

### Cyclisme sur route
- Course en ligne masculine :
  - Steve Bauer : 41e
  - Michael Barry : 64e
  - Gordon Fraser : 75e
  - Eric Wohlberg : 80e
  - Jacques Landry : 88e
- Contre-la-montre masculin :
  - Eric Wohlberg : 26e
- Course en ligne féminine :
  - Clara Hughes : médaillée de bronze 
  - Susan Palmer : 10e
  - Linda Jackson : abandon
- Contre-la-montre féminin :
  - Clara Hughes : médaillée de bronze 
  - Linda Jackson : 9e

### Cyclisme sur piste
- Course aux points masculine :
  - Brian Walton : médaillé d'argent

### VTT
- Cross-country masculin :
  - Warren Sallenback : 13e
  - Andreas Hestler : 31e
- Cross-country féminin :
  - Alison Sydor : médaillée d'argent 
  - Lesley Tomlinson : 13e

## Haltérophilie
La délégation canadienne comprend deux athlètes pour les compétitions d'haltérophilie
- Jean Lavertue en 59 à 64 kg : 28e
- Serge Tremblay en 76 à 83 kg : 13e

## Natation
- Martine Dessureault en 50 m nage libre : 26e